# Rotimojärvi
Rotimo eller Rotimojärvi är en sjö i Finland. Den ligger i kommunen Vieremä i landskapet Norra Savolax, i den centrala delen av landet, 400 km norr om huvudstaden Helsingfors. Rotimo ligger 154,3 meter över havet. Den är 12,88 meter djup. Arean är 8,57 kvadratkilometer och strandlinjen är 19,91 kilometer lång. Sjön  ingår i Vuoksens huvudavrinningsområde.   I omgivningarna runt Rotimo växer i huvudsak blandskog. Den sträcker sig 4,4 kilometer i nord-sydlig riktning, och 3,7 kilometer i öst-västlig riktning.
I sjön finns några öar, den största, som dock ligger mycket nära land, är Rämeenniemi.